# Raybaudia joycae
Raybaudia joycae is een slakkensoort uit de familie van de Cypraeidae. De wetenschappelijke naam van de soort werd in 1970 voor het eerst geldig gepubliceerddoor P.W. Clover.